# El Peñón (kommun i Colombia, Cundinamarca, lat 5,26, long -74,33)
El Peñón är en kommun i Colombia.   Den ligger i departementet Cundinamarca, i den centrala delen av landet, 80 km norr om huvudstaden Bogotá. Antalet invånare är 4 977.